# 宮崎広和
宮崎 広和（みやざき ひろかず、1967年 - ）は、日本の学者。コーネル大学教授。人類学部長。

## 来歴
1990年、上智大学外国語学部英語学科を卒業後、1992年に東京都立大学で社会人類学科修士号を取得する。
1998年、オーストラリア国立大学にて人類学博士号を取得する。1999年に東京大学客員研究員となり、以後ノースウェスタン大学客員助教授（2000年）・イエール大学ポスドク研究員（2001年） を経て、2002年にコーネル大学人類学部准教授に就任する。2007年にコーネル大学教授に昇格し、2009年から同大学人類学部長を務める。

## 研究活動
研究課題は、「人間はいかに希望を持ち永らえられるか」に焦点を当てている、フィジー共和国のスバ の村と東京の大手損保会社のトレーディングルームという、対極にあるフィールドで調査を行なっている。東京大学社会科学研究所との国際的な調査研究プロジェクトも進めている。

## 著書
- The method of hope : anthropology, philosophy, and Fijian knowledge / Stanford University Press, c2004
- 『希望という方法』著・訳. 以文社, 2009.7
- Arbitraging Japan : dreams of capitalism at the end of finance. University of California Press, [2013
- 『金融人類学への誘い トレーダーたちの日本と夢の終わり』 (〈叢書〉人類学の転回) 木村周平,深田淳太郎, 早川真悠, 高野さやか 訳. 水声社, 2022.11

共編著
- 『平和を生きる日米人形交流 渋沢栄一とシドニー・ギューリックの親交からキッズゲルニカへ』是澤博昭, 井上潤共編. 世織書房, 2019.10